# Simonetta da Collevecchio
Simonetta da Collevecchio (Collevecchio, ... – post 1534) è stata una serva di Alfonsina Orsini, moglie di Piero il Fatuo, nota per essere stata la madre di Alessandro de' Medici.

## Biografia
Nata a Collevecchio nella Valle del Tevere, fu al servizio a Roma di Alfonsina Orsini, viene identificata nei documenti come la madre di Alessandro de' Medici, detto il Moro per il colore relativamente scuro della pelle, il che diede origini a maldicenze coeve, divenute poi speculazioni contemporanee, secondo cui sarebbe stata una schiava di origine africana, ipotesi sfatata dalla documentazione primaria, che dimostra che Simonetta fosse una donna libera nata in una famiglia di contadini romani.
Altre voci volevano che il vero padre di Alessandro, nato nel 1510, fosse il cardinale Giulio de' Medici, poi eletto papa con il nome di Clemente VII, ma sia i contemporanei che gli storici contemporanei per lo più rifiutano questa ipotesi, ritenendola un mero pettegolezzo.
Simonetta fu poi maritata a uno staffiere che lavorava per i Medici a Roma e rimase sotto la protezione familiare dei Medici, sebbene avesse umili origini, per essere stata comunque la madre di un Medici. Il Pieraccini ha pubblicato una lettera di Simonetta al figlio Alessandro, nella quale ella fa menzione di due ulteriori suoi figli, nati dal proprio matrimonio. La lettera risale al 1529 e altri riferimenti fanno collocare la sua scomparsa almeno dopo il 1534.